# Benjamin Thompson
Benjamin Thompson ili grof Rumford (Woburn, Massachusetts, 26. ožujka 1753. – Auteuil, Pariz, Francuska, 21. kolovoza 1814.), britanski fizičar i političar američkog podrijetla. Za Američkoga rata za neovisnost napustio zemlju (1776.) i pobjegao u Englesku. Na poziv izbornoga kneza Bavarske otišao u München (1784.). Ondje je do 1795. bio ministar rata, ministar policije i veliki kancelar. Kao fizičar, kvantitativnim (količinskim) je mjerenjima dokazao da se mehanička energija, dobivena trenjem, pretvara u toplinsku energiju, te prvi utvrdio da je toplina u vezi s gibanjem čestica od kojih se fizikalna tijela sastoje. Njemu u počast ustanovljena je Rumfordova medalja za postignuća iz fizike, koju zajednički dodjeljuju Kraljevsko društvo (eng. Royal Society) iz Londona i Američka akademija umjetnosti i znanosti iz Bostona. Najpoznatije mu je djelo koje je napisao Eksperimentalno istraživanje izvora topline koja je potaknuta trenjem (eng. An Experimental Enquiry Concerning the Source of the Heat which is Excited by Friction) 1798.

## Povijest termodinamike
Povijest termodinamike započinje prvim teorijama o toplini osnivale su se na shvaćanju da je toplina tvar koja se nalazi pohranjena u svakom tijelu, te da dodirom prelazi iz toplijega tijela u hladnije. To se shvaćanje počelo mijenjati kada je potkraj 18. stoljeća B. Rumford uočio da je toplina razvijena pri bušenju topovskih cijevi razmjerno utrošenomu mehaničkom radu. J. P. Joule pokusima je 1843. pokazao da rad može prelaziti u toplinu. Jouleova toplina je toplina koju proizvede električna struja prolaskom kroz električni vodič tijekom nekoga vremena, jednaka je umnošku električnoga otpora, kvadrata jakosti električne struje i vremena.

### Pojam topline i temperature
Ako stavimo ruku u posudu s vrućom vodom i držimo je nekoliko sekundi, a zatim je stavimo u posudu s toplom vodom, učinit će nam se kao da je ta voda hladna. Stavimo li ruku u hladnu vodu i držimo li je nekoliko sekundi, a onda je uronimo u onu toplu vodu, imat ćemo osjet kao da smo je stavili u vruću vodu. Odatle vidimo da čovječji osjet nije mjerodavan za prosuđivanje stanja nekoga fizikalnog tijela, to jest njegove temperature. 
Toplina i temperatura nisu jedno te isto. To najbolje možemo uočiti iz jednog primjera. U dvije po veličini različite prostorije ložimo peć iste veličine tako da trošimo istu količinu goriva na sat; vidjet ćemo da će temperature prostorija biti različite. Veća prostorija imat će manju temperaturu, a manja veću, iako je svaka prostorija, to jest zrak u prostoriji, primio istu količinu topline izgaranjem jednake količine goriva. Dva fizikalna tijela mogu imati istu količinu topline, a različitu temperaturu. Da bi veća prostorija imala istu temperaturu kao manja, morali bismo većoj dati veću količinu topline, to jest morali bismo potrošiti veću količinu goriva. Odatle vidimo da dva fizikalna tijela mogu imati istu temperaturu, ali različitu količinu topline. 
Međutim, što je toplina? Na to pitanje odgovara molekularno-kinetička teorija topline. Molekule u tijelima ne miruju, nego se nalaze u stalnom gibanju, čija brzina može biti veća ili manja. Bušenjem, glodanjem, tokarenjem i rezanjem pomoću alatnih strojeva, kao i kod svake obrade materijala alatom, stvara se toplina. Toplina nastaje na osnovu utrošenog mehaničkog rada, a i na račun kinetičke energije. Udarom čekića, koji ima kinetičku energiju, o nakovanj stvara se toplina. Tu se kinetička energija ne pretvara samo u toplinu nego i u energiju zvuka i u mehanički rad potreban za deformaciju tijela. Pri sudaru dvaju tijela prenosi se gibanje, to jest kinetička energija s jednog tijela na drugo. To ne vrijedi samo za velika tijela nego i za sitne čestice, to jest molekule. Kinetička energija čekića pretvara se u kinetičku energiju molekula, to jest u njihovo nevidljivo gibanje. Toplina je, dakle, kinetička energija molekularnog gibanja. 
Što tijelo više grijemo, molekule se sve brže gibaju i imaju sve veću kinetičku energiju. Zbog toga se molekule međusobno udaljavaju, pa kruto tijelo taljenjem prelazi u tekuće agregatno stanje. Tekuće tijelo zagrijavanjem prelazi u plinovito agregatno stanje. Molekule vode daljim zagrijavanjem kod vrelišta odlaze u zrak. Voda prelazi u vodenu paru. Para ima toliku kinetičku energiju da tjera parni stroj. Koliki je stupanj toga molekularnog gibanja, kazuje temperatura. Temperatura je, dakle, stupanj toplinskog stanja tijela i o njoj ovisi agregatno stanje tijela. 
Onaj dio nauke o toplini koji se bavi toplinom kao jednim oblikom energije i proučava pretvaranje toplinske energije u mehaničku radnju zove se termodinamika. Budući da je to pretvaranje naročito važno kod plinova, to se termodinamika bavi u prvom redu toplinskim promjenama kod plinova.